# 湯姆·蘭瑟姆

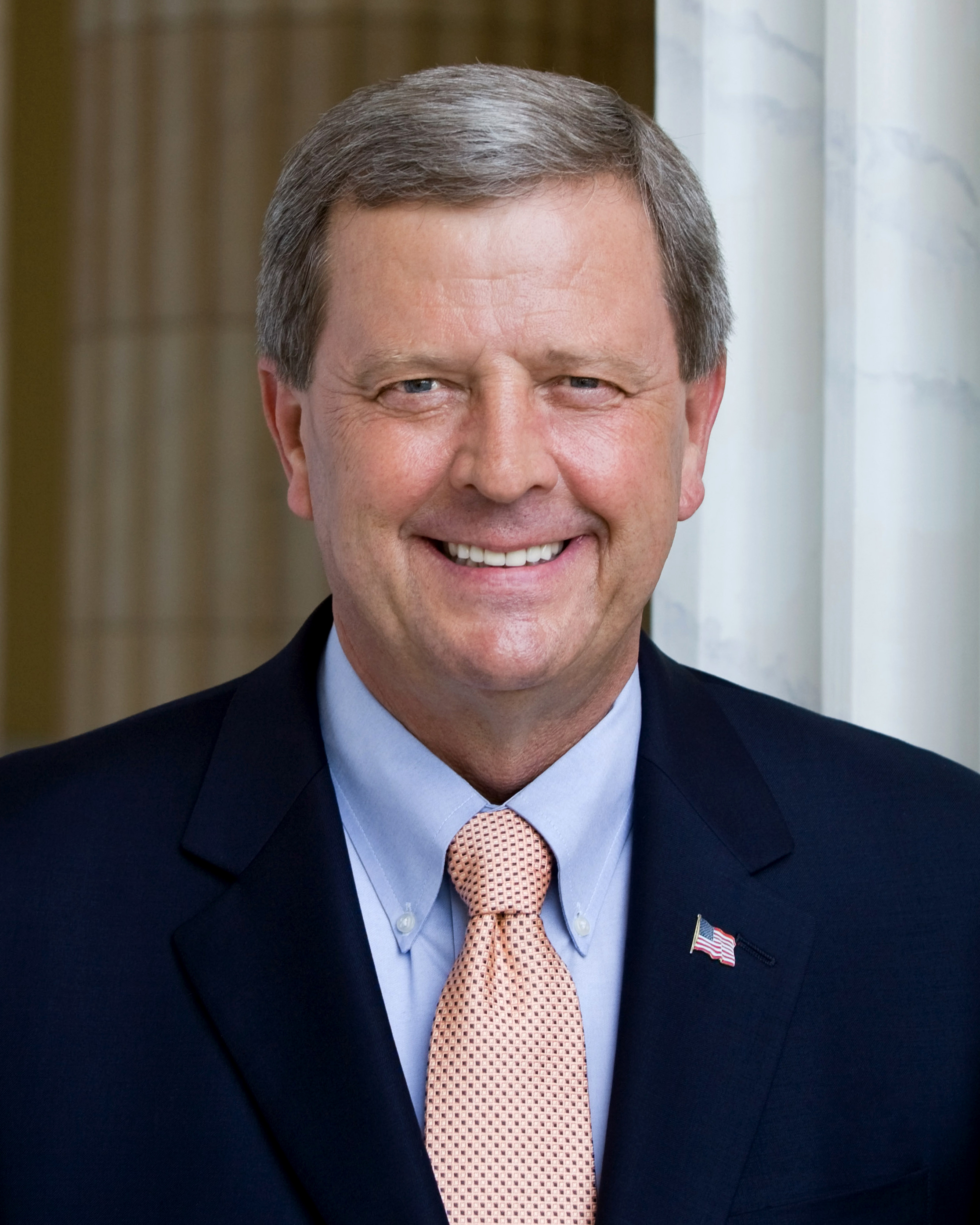
湯姆·蘭瑟姆

湯姆·蘭瑟姆（Tom Latham ；1948年7月14日—）是美國的一位政治人物。在2013年至2015年期間，他是愛奧瓦州第3選舉區選出的美國眾議院議員。他的黨籍是共和黨。他自1995年開始就當選眾議院議員。2013年，他宣布不會尋求連任議員。